# Marija Uspenskaja
Marija Uspenskaja nota anche come Maria Ouspenskaya (in russo Мария Успенская?) (Tula, 29 luglio 1876 – Los Angeles, 3 dicembre 1949) è stata un'attrice e insegnante russa.

## Biografia
Marija Uspenskaja è stata un'importante attrice russa, divenuta poi una caratterista nel cinema americano degli anni trenta e quaranta. Interprete essenzialmente teatrale, apparve in venticinque film, dei quali i primi cinque girati in Russia tra il 1915 e il 1929. Allieva di Kostantin Stanislavskij, importò il suo metodo di recitazione negli Stati Uniti, insegnando a New York. Tra i suoi allievi, l'attrice Anne Baxter e i futuri, a loro volta, celebri insegnanti Stella Adler e Lee Strasberg.
Fu candidata due volte all'Oscar come migliore attrice non protagonista, per Infedeltà (1936) di William Wyler e Un grande amore (1939) di Leo McCarey.
Nel novembre 1949 stava fumando una sigaretta a letto nella propria abitazione di Woodland Hills (Los Angeles), quando fu colpita da un ictus. La sigaretta accesa finì così sulle lenzuola provocando un incendio. Ricoverata in ospedale con gravi ustioni, morì pochi giorni dopo, il 3 dicembre 1949, all'età di settantatré anni.

## Il ruolo di Maleva
Nel film Dracula morto e contento (1995), Mel Brooks le dedica un omaggio, facendo interpretare alla moglie Anne Bancroft un piccolo ruolo di vecchia zingara che, non a caso, si chiama Madame Ouspenskaya e che richiama il personaggio di Maleva interpretato dall'attrice russa negli horror L'uomo lupo (1941) e Frankenstein contro l'uomo lupo (1943). In Wolfman (2010), rifacimento de L'uomo lupo, il personaggio di Maleva è interpretato da Geraldine Chaplin, figlia di Charlie Chaplin.

## Filmografia parziale
- Infedeltà (Dodsworth), regia di William Wyler (1936)
- Maria Walewska (Conquest), regia di Clarence Brown (1937)
- Un grande amore (Love Affair), regia di Leo McCarey (1939)
- La grande pioggia (The Rains Came), regia di Clarence Brown (1939)
- Judge Hardy and Son, regia di George B. Seitz (1939)
- Un uomo contro la morte (Dr. Ehrlich's Magic Bullet), regia di William Dieterle (1940)
- Al di là del domani (Beyond Tomorrow), regia di A. Edward Sutherland (1940)
- Il ponte di Waterloo (Waterloo Bridge), regia di Mervyn LeRoy (1940)
- Bufera mortale (The Mortal Storm), regia di Frank Borzage (1940)
- The Man I Married, regia di Irving Pichel (1940)
- Balla, ragazza, balla (Dance, Girl, Dance), regia di Dorothy Arzner e, non accreditato, Roy Del Ruth (1940)
- L'uomo lupo (The Wolf Man), regia di George Waggner (1941)
- I misteri di Shanghai (The Shanghai Gesture), regia di Josef Von Sternberg (1941)
- Delitti senza castigo (Kings Row), regia di Sam Wood (1942)
- Mystery of Mary Roget, regia di Phil Rosen (1942)
- Frankenstein contro l'uomo lupo (Frankenstein Meets the Wolf Man), regia di Roy William Neill (1943)
- Tarzan e le amazzoni (Tarzan and the Amazons), regia di Kurt Neumann (1945)
- Non ti appartengo più (I've Always Loved You), regia di Frank Borzage (1946)
- La saga dei pionieri (Wyoming), regia di Joseph Kane (1947)
- A Kiss in the Dark, regia di Delmer Daves (1949)

## Doppiatrici italiane
- Lola Braccini in Maria Walewska (1º ridoppiaggio), La grande pioggia
- Clara Ristori in Il ponte di Waterloo
- Elvira Betrone in L'uomo lupo
- Wanda Tettoni in Infedeltà (ridoppiaggio)
- Franca Dominici in Maria Walewska (2º ridoppiaggio)
- Graziella Polesinanti in Un grande amore (ridoppiaggio)
- Francesca Palopoli in Al di là del domani (ridoppiaggio)
- Miranda Bonansea in Balla, ragazza, balla (doppiaggio tardivo)

## Riconoscimenti
- Premi Oscar 1937 – Candidatura all'Oscar alla miglior attrice non protagonista per Infedeltà
- Premi Oscar 1940 – Candidatura all'Oscar alla miglior attrice non protagonista per Un grande amore